# Villagers (band)
Villagers is een Ierse indiefolkband. De band werd in 2008 opgericht door singer-songwriter Conor O'Brien. Na het uitbrengen van de ep Hollow kind in 2009 verzamelde hij een bezetting om zich heen. Het debuutalbum Becoming a jackal (2010) zorgde meteen voor succes; het album belandde in diverse hitlijsten en de band kwam in aanmerking voor een Mercury Prize hoewel ze die uiteindelijk niet wisten te winnen. Ook met het album {Awayland} (2013) belandde de band op de shortlist voor de Mercury Prize. Wel werd met dit album de Meteor Choice Music Prize gewonnen in de categorie best Irish album.

## Discografie

### Studioalbums
- Becoming a jackal, 2010
- {Awayland}, 2013
- Darling arithmetic, 2015
- Where have you been all my life?, 2016
- The art of pretending to swim, 2018
- Fever dreams, 2021

### Ep's
- Hollow kind, 2009
- The sunday walker, 2019